# Piaskowiec Długopole

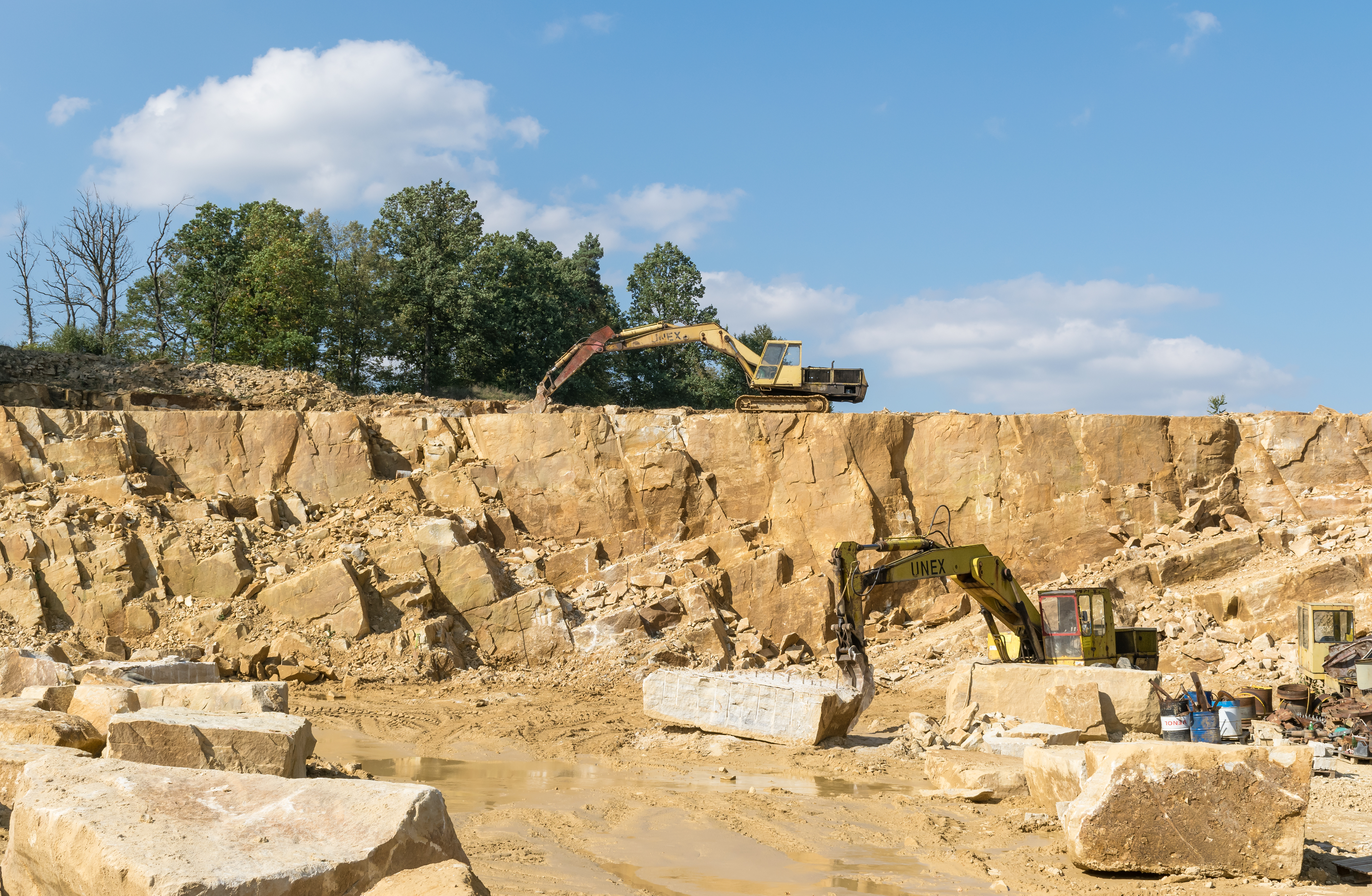
Kamieniołom piaskowca Długopole

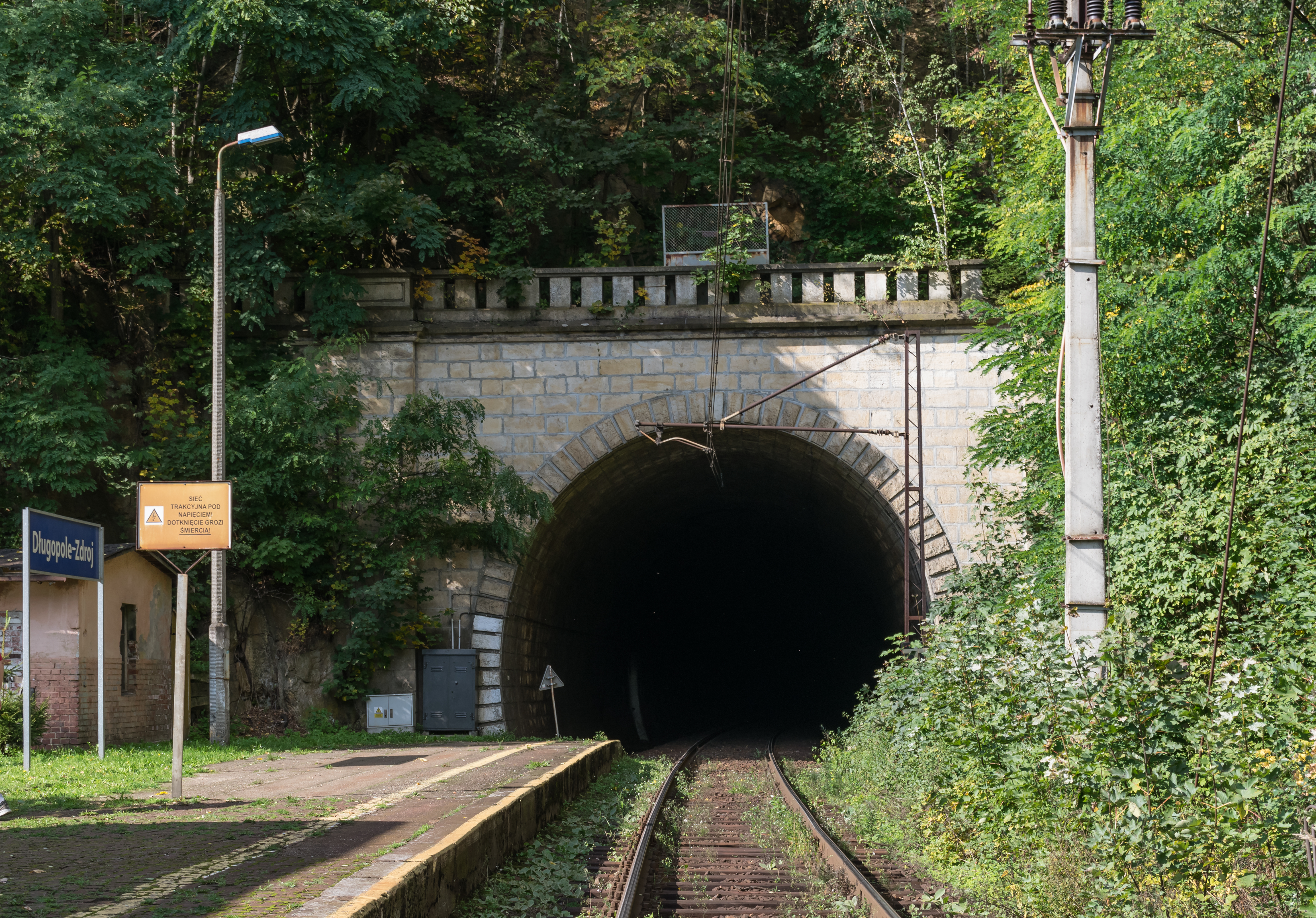
Tunel kolejowy w Długopolu-Zdroju wykonany z piaskowca Długopole

Piaskowiec Długopole – piaskowiec wydobywany w Długopolu Górnym, w gminie Międzylesie, w powiecie kłodzkim, w województwie dolnośląskim, w Polsce. Wiek piaskowca Długopole to kreda (górny turon).

## Skład mineralogiczny
Głównymi minerałami budującym piaskowiec Długopole są kwarc i skaolinizowane skalenie. Spoiwo krzemionkowe.

## Cechy fizyczne
Piaskowiec Długopole posiada strukturę drobnoziarnistą. Ziarna w większości lekko obtoczone. Piaskowiec Długopole jest barwy jasnożółtej. Może przybierać także barwy rdzawą i czerwoną. Laminy często tworzą wzory, nadające skale dodatkowej atrakcyjności wizualnej. Skała daje się polerować.
- Gęstość 2,235 g/cm³
- Ciężar właściwy 2,281 kg/dm³
- Porowatość 13,1%
- Nasiąkliwość 3,30%
- Wytrzymałość na ściskanie 107,1 MPa
- Wytrzymałość na zginanie 7,8 MPa
- Ścieralność na tarczy Boehmego 0,193 cm
- Mrozoodporność całkowita

Piaskowiec Długopole jest również odporny na działanie soli.

## Historia
Początek eksploatacji sięga XVI w. Początkowo piaskowiec Długopole wydobywany był dla celów lokalnych. W wyniku rozwoju kolei w drugiej połowie XIX w. rozpoczął się jego eksport. Na przełomie XIX i XX w. zakończono eksploatację, którą wznowiono po II wojnie światowej, gdy kamieniołom znalazł się Polsce. Początkowo wydobycie zaspokajało jedynie lokalne inwestycje. Po przejęciu kamieniołomu przez prywatnych właścicieli w końcówce lat 80., rozpoczęła się sprzedaż piaskowca w inne rejony Polski.

## Zastosowanie
Piaskowiec Długopole stosuje się w budownictwie oraz w drogownictwie.

### Przykłady zastosowania
Wybrane obiekty, w których wykorzystany był piaskowiec Długopole:
- kościół św. Jerzego w Długopolu Dolnym - wieża
- obiekty na fragmencie Kłodzko - Międzylesie linii kolejowej nr 276, m.in.:
  - tunel w Długopolu-Zdroju
  - wiadukt kolejowy w Bystrzycy Kłodzkiej
- Liceum Ogólnokształcące im. Powstańców Śląskich w Bystrzycy Kłodzkiej
- poczta w Długopolu-Zdroju
- Warszawa:
  - Zamek Królewski - Arkady Kubickiego
  - Pałac Prezydencki - dolne tarasy
- fontanna amonit w Częstochowie